# 北海道小樽工業高等学校
北海道小樽工業高等学校（ほっかいどうおたるこうぎょうこうとうがっこう、Hokkaido Otaru Technical High School）は、北海道小樽市にあった公立（道立）の工業高等学校である。校訓は「至誠致力」。
2018年をもって閉校し、北海道小樽商業高等学校と統合して北海道小樽未来創造高等学校となった。

## 沿革
- 1939年 - 北海道庁立小樽工業学校として開校
- 1950年 - 小樽市総合制高等学校制度の実施により北海道小樽千秋高等学校に改称
- 1968年 - 普通科の廃止に伴い北海道小樽工業高等学校と改称
- 2008年 - 定時制機械・電気科と建築科を電気・建築科へ転換
- 2011年 - 情報技術科を募集停止
- 2018年 - 北海道小樽商業高等学校と統合し、閉校[1]

## 教育課程
- 全日制課程
  - 電子機械科
  - 電気科
  - 建設科
- 定時制課程
  - 電気・建築科

## 部活動
- 情報技術研究部は平成21年度全国情報技術教育研究会第30回全国高校生プログラミングコンテストで準優勝を果たしている。

## 著名な卒業生
- 吉泉賀子（スキージャンプ選手）
- 宮平秀治（元スキージャンプ選手）
- 山田いずみ（スキージャンプ選手）
- おにぎり（お笑い芸人）
- 鎌田正幸（NHKアナウンサー）
- 西森享平（スキージャンプ選手）